# Diga di Monti di Deu
La diga di Monti di Deu è uno sbarramento artificiale situato nell'omonima località, in territorio di Tempio Pausania, provincia della Gallura Nord-Est Sardegna.
L'opera è stata realizzata tra il 1989 e il 2006 su progetto esecutivo redatto dall'ingegnere Roberto Binaghi; al 2005 il collaudo era ancora in corso.

La diga è di tipo murario a gravità ordinaria e interrompendo il corso del rio Pagghiolu dà origine all'omonimo lago; comprese le fondamenta ha un'altezza di 45,50 metri e sviluppa un coronamento di 211 metri a 517,50 metri sul livello del mare.

Alla quota di massimo invaso, prevista a quota 515,92, il bacino generato dalla diga ha una superficie dello specchio liquido di circa 25 ettari, mentre il suo volume totale è calcolato in 3,59 milioni di m³. La superficie del bacino imbrifero direttamente sotteso risulta di 10,90 km².
L'impianto, di proprietà della Regione Sardegna, fa parte del sistema idrico multisettoriale regionale ed è gestito dall'Ente acque della Sardegna.